# Catalina (canción)
«Catalina» es una canción del grupo musical español Danza Invisible, incluida en su álbum de estudio Catalina.

## Descripción
Es el primer sencillo que se extrajo del LP homónimo. La canción alcanzó un gran éxito desde el momento de su publicación. Tema de pop, en la que se han encontrado influencias africanas.
En la cara B del sencillo se publicó la misma canción, pero en versión instrumental.

## Otras canciones del mismo título
Miguel de Molina tiene una canción del mismo nombre en su repertorio. También Rosalía canta una canción del mismo nombre cuyo autor es Manuel Vallejo.